# Томас Алва Едісон
То́мас А́лва Е́дісон (англ. Thomas Alva Edison; 11 лютого 1847 Майлен, Огайо, США — 18 жовтня 1931, Вест-Орандж, Нью-Джерсі, США)  — американський науковець і винахідник, автор винаходів, на які видано 1093 патенти США та 1239 патентів інших країн. Більшість своїх винаходів зробив у лабораторії в Менло-Парк у штаті Нью-Джерсі, протягом 1876–1887 років, включаючи створення лампи розжарення у 1879 році. Створив систему розподілу електроенергії споживачам, мікрофон для телефону, диктофон і фонограф.
Він запропонував використовувати на початку телефонної розмови слово «алло».

## Біографія

### Походження
Близько 1730 року з Нідерландів до Північної Америки перебралася сім'я мірошника Едісона. Їм було виділено ділянку землі в невеликому селі Колдвелл у Нью-Джерсі. Перші точні відомості про предків Едісона належать до періоду війни за незалежність (1775—1783 роки). Джон Едісон, заможний землевласник і прадід винахідника, брав участь у війні на боці Великої Британії, однак він був спійманий революціонерами і засуджений. Лише завдяки родичам Джон зміг уникнути серйозного покарання, його вигнали із США, через що оселився з родиною в Канаді.
У 1804 році в сім'ї старшого сина Джона Семюеля народився син Семюель-молодший, майбутній батько Томаса А. Едісона. 1811 року недалеко від нинішнього Порт-Барвелла в Канаді сім'я Едісонів отримала велику ділянку землі і остаточно облаштувалася в поселенні В'єнна, провінція Онтаріо. У 1812—1814 роках капітан Семюель Едісон-старший, майбутній дід Томаса Алви, узяв участь в англо-американській війні. У наступні роки сім'я Едісонів процвітала, і їхня гостинна садиба на березі річки була відома всій окрузі.
У 1828 році Семюель-молодший одружився з Ненсі Еліот, дочкою священника, що отримала гарне виховання і освіту та працювала вчителькою у школі. 1837 року в Канаді під впливом економічної кризи та неврожаю спалахнуло повстання, в якому взяв участь Семюель-молодший. Однак урядові війська придушили заколот і Семюель, щоб уникнути покарання, змушений був втекти до Майлена, штат Огайо). 1839 року йому вдалося перевезти дружину з дітьми. Справи надалі пішли успішно, вони мали крамничку з продажу столярських виробів. Саме в цей період життя Едісонів у них народився (11 лютого 1847) син Томас Алва.

### Дитячі та юнацькі роки

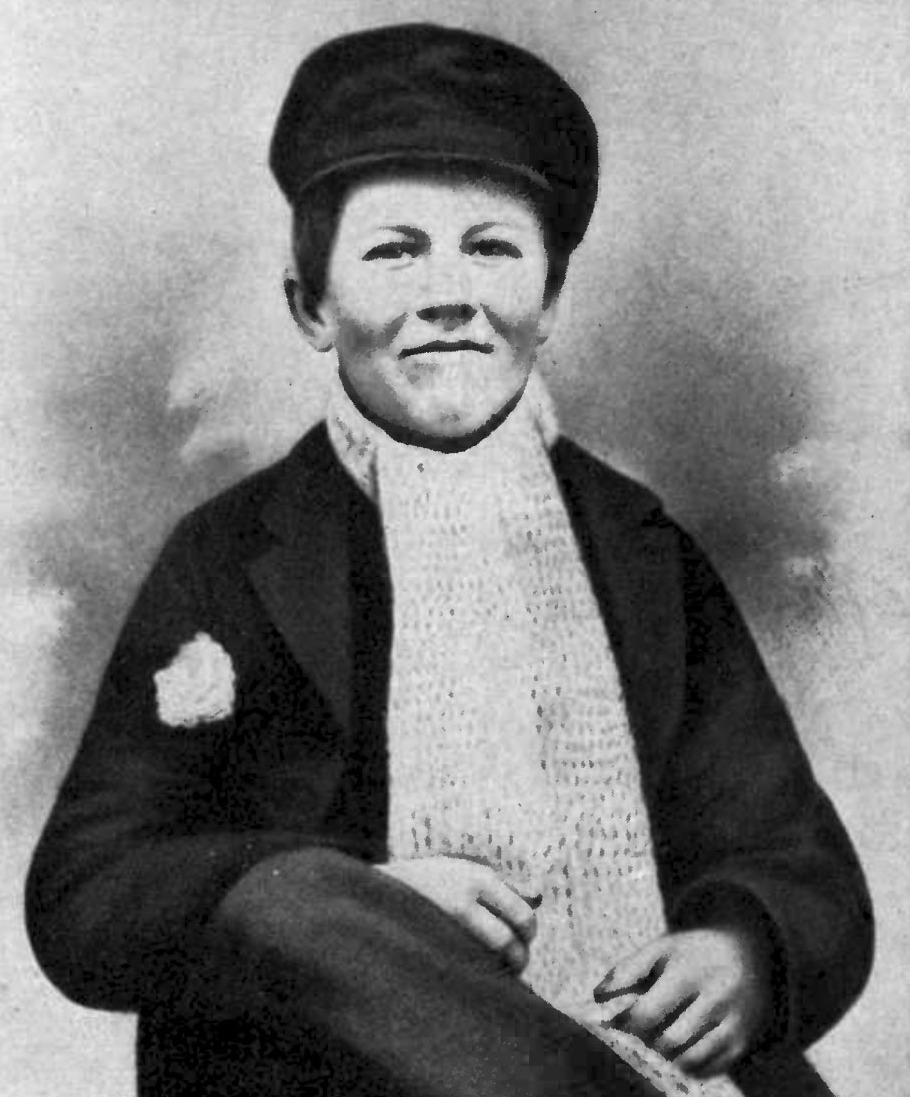
Томас Едісон у 14-15 років

Коли Томасові виповнилося 7 років, родина покинула дім у Майлені та переїхала в Порт-Гурон (округ Сент-Клер, штат Мічиган).
Незабаром після переїзду Томас захворів на скарлатину і частково втратив слух, що й спричинило проблеми у навчанні — він став погано чути, через що недостатньо розумів пояснення вчителя, відставав від однолітків. Батьки огорнули сина турботою, адже до цього втратили двох дітей. У церковній школі, яку він відвідував, Томаса стали вважати «важкою дитиною» — і справа закінчилася тим, що уже через три місяці Едісон покинув школу. Проте батьки не примушували його вертатися до школи, адже бачили, що Томас здібний, і вважали, що всього необхідного хлопець зможе навчитися і вдома. Він почав читати дорослі книжки, зокрема «Короткий огляд природної та експериментальної філософії» Річарда Паркера та інші. З азами шкільних наук Едісона познайомила мама, Ненсі Еліот, дочка священника з блискучими вихованням і освітою. Томас ріс допитливою дитиною, жваво цікавився тим, що відбувається навколо — любив дивитися на пароплави, часто крутився біля платників, спостерігаючи за їхньою роботою. Ще одне незвичайне заняття, якому присвячував години — копіювання написів на вивісках складів.
З переїздом Едісонів до міста Порто-Гурон семирічний Томас познайомився з цікавим світом читання і вперше спробував сили в винахідництві. У той час хлопчик разом з матір'ю торгував фруктами і овочами, а у вільний час тікав до Народної бібліотеки містечка по книжки.
Згодом Томас Едісон сказав: «Я зміг стати винахідником тому, що в дитинстві не ходив до школи». Він вивчив «азбуку Морзе», і вже тоді придбав собі різні прилади й хімікати та влаштував у підвалі власного дому маленьку лабораторію. Відтоді він почав проводити свої перші досліди.
У 12 років Томас став заробляти продажем газет, журналів, солодощів і фруктів у потягу, що курсував між Порт-Гуроном і Детройтом, які розташовані за 200 км один від одного. Згодом він роздобув старий друкарський верстат і почав видавати першу газету в потягу, яку друкував під час руху. Цей щотижневий листок розміром 30x40 см називався «Великий залізничний вісник». Підліток познайомився з працями Едварда Гіббона, Девіда Юма, Річарда Бертона, але першу наукову книжку  прочитав і застосував на практиці ще у віці 9 років. «Природна і експериментальна філософія» авторства Річарда Гріна Паркера об'єднала науково-технічні досягнення і приклади експериментів, які Томас повторив.
У 15 років Томас навчився телеграфної справи та протягом п'яти років пропрацював у різних містах «бродячим телеграфістом», досягнувши віртуозної майстерності в передачі та прийманні повідомлень за допомогою азбуки Морзе.

### Зріле життя
У віці 22 років він отримав перший патент на апарат для автоматичного підрахунку голосів при балотуванні. На заході юності Томас поневірявся по Америці в пошуках місця в житті: пожив в Індіанаполісі, в Нешвіллі, Цинциннаті, повернувся в рідний штат, але в 1868 році опинився в Бостоні, а потім і в Нью-Йорку. Весь цей час ледь зводив кінці з кінцями, тому що левову частку доходів витрачав на книги і досліди.
Другий винахід (1869 р.) — друкувальний телеграфний прилад для автоматичного запису і швидкої передачі біржових курсів на відстань («біржовий тикер») приніс йому нечуваний на ті часи гонорар в 40 тисяч доларів. На ці гроші він спочатку організував у Нью-Йорку разом з компаньйонами консультаційне бюро з електрики і телеграфії, а потім відкрив власну майстерню. У 23 роки Едісон очолив колектив у 150 працівників.
Протягом 1871–1874 років він працював над удосконаленням телеграфної передачі й, зокрема, отримав патент на «подвійний дуплекс», або «квадруплекс» — передачу по однодротовій лінії двох пар депеш у зустрічних напрямах.

### Заснування лабораторії

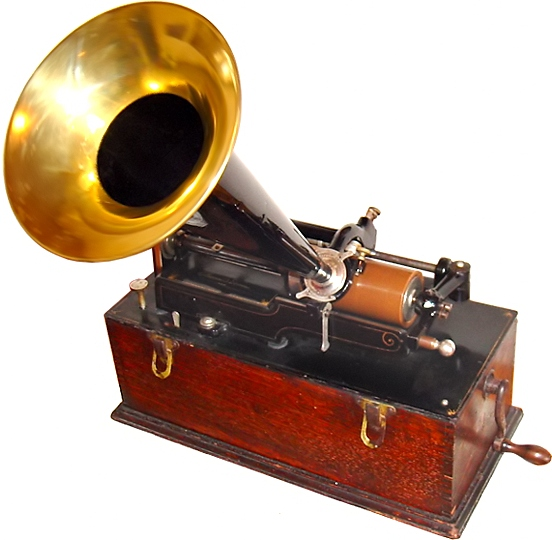
Домашній фонограф Едісона (1906) для якісного запису звуку на восковому циліндрі

У скарбничці Едісона — 1093 патенти, отриманих в Сполучених Штатах, і 3 тисячі документів про авторство винаходів, які видані в інших країнах. При цьому перші творіння у чоловіка не купували. Наприклад, співвітчизники порахували непотрібним лічильник голосів на виборах.
Вдача посміхнулася в період роботи в компанії «Голд енд Сток телеграф компанії». Томас влаштувався в штат завдяки тому, що полагодив телеграфний апарат — з цим завданням ніхто не міг впоратися, навіть запрошені майстри. А в 1870 році вдосконалену їм систему телеграфування біржових бюлетенів про курс золота і акцій фірма з радістю викупила. Гроші винахідник витратив на відкриття власної майстерні з виробництва токарів для бірж, через рік Едісон володів вже трьома такими майстернями.
Незабаром справи пішли ще успішніше. Томас заснував компанію «Pope, Edison & Co», наступні п'ять років були врожайними, зокрема, з'явився найбільший винахід — квадруплексний телеграф, за допомогою якого стало можливим передавати одночасно до чотирьох повідомлень по одному дроту.
У 1876 році в селищі Рарітан, в його районі Менло Парк, що за 38 км від Нью-Йорка, Едісон організував першокласну лабораторію, оснащену найдосконалішим устаткуванням, з обширною науково-технічною бібліотекою. То був перший у світі центр винахідницької діяльності та необхідних для неї промислових досліджень. 1876 року Томас Едісон вперше в Америці здійснив прийомопередачу ЕМХ на 30 м.
Детальніші відомості з цієї теми ви можете знайти в статті Історія виникнення радіо.
Протягом 1877—1878 років він займався вдосконаленням телефону А. Белла. Запатентував десятки варіантів вугільного мікрофона (замість електромагнітного) і, головне, для збільшення дальності телефонної передачі вбудував у мікрофонне коло індукційну котушку, що підвищує силу струму.
У серпні 1877 року Едісон винайшов фонограф — попередник грамофона, патефона і взагалі пристроїв звукозапису і звуковідтворення. На початку 1878 року фонографи демонструвались на виставках в США і Європі і вони привернули увагу широкої публіки. Біля експонатів спостерігалося, як писали газети, «вавилонське стовпотворіння». Тисячі відвідувачів годинами стояли в черзі, щоб прослухати запис. Дотепно висловився Отто фон Бісмарк: «Фонограф — небезпечна річ для дипломатів, але він стане надзвичайно хорошим, якщо дипломати почнуть говорити правду».
Через два роки світ прийняв найвідоміший винахід Томаса Едісона — він примудрився вдосконалити електричну лампочку, продовживши час її роботи і спростивши виробництво. Існуючі лампи перегорали через пару годин, споживали багато струму або коштували дорого. Едісон заявив, що незабаром весь Нью-Йорк висвітлюватимуть вогнетривкі лампочки, а ціна електрики стане доступною, і взявся за експеримент. Для нитки розжарювання випробував 6000 матеріалів і, нарешті, зупинився на вугільному стрижні, яке горіло 13,5 годин. Пізніше термін служби збільшився до 1200 годин.
Фонограф був улюбленим творінням Едісона. Впродовж 40 років він вносив до його конструкції все нові удосконалення, на які отримав 80 патентів. Один з своїх приладів він прислав на знак пошани Льву Толстому для запису голосу великого письменника.

### Внесок у розвиток електротехніки
У 1878 році Едісон заснував компанію «Edison Electric Light» (тепер General Electric).
У 1880—1882 роках Едісон розпочав електрифікувати транспорт, спорудивши в Менло-Парку електрифіковану ділянку залізниці завдовжки спочатку 0,5 км, потім 1,5 і 4 км. Електровоз міг тягнути 6-8 навантажених платформ. Едісон не був фахівцем у цій галузі, але він був одним з перших, хто перейшов від ідей і намірів до реального застосування електричної тяги на практиці.

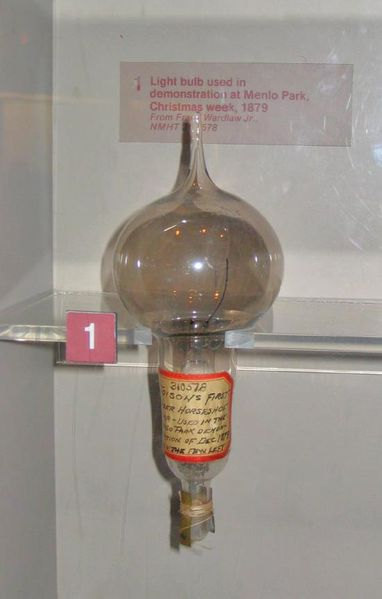
Перша успішна модель лампочки Едісона, яку використали під час публічної демонстрації в Парку Менло (грудень 1879 року)

Багато років присвятив Едісон удосконаленню акумуляторів для електрифікованого транспорту, зокрема для електромобілів. Він розгорнув масштабні дослідження, в результаті яких був створений залізо-нікелевий акумулятор з електролітом — розчином їдкого калію, що перевершував за своїми техніко-економічними параметрами свинцеві акумулятори. Новинкою оснащувалися прогулянкові катери, використовувалася вона і в акумуляторних візках. Був сконструйований і невеликий світильник з низьковольтною електролампою, що кріпиться на касці шахтаря; акумулятор для неї підвішувався на поясі. Копальневі електролампи дозволили відмовитися від полум'яних ламп, що сприяло зменшенню числа нещасних випадків. Загалом, лужні акумулятори знайшли широке застосування.
Едісону належить багато винаходів у різних галузях техніки, але один з них, з часом вдосконалений, постійно знаходиться перед очима сучасної людини. Він швидко і надзвичайно широко розповсюдився по всій земній кулі і значною мірою сприяв соціальному і культурному прогресу. Цей винахід — електрична лампа розжарення.
Сконструювати її намагалися починаючи з 1838 року два десятки ентузіастів. Але більшість їхніх ламп не вийшли за межі лабораторій і лише два типи ламп розжарювання демонструвалися публічно: одну з них створив емігрант з Німеччини Генріх Гебель, що жив у Нью-Йорку, другу — російський електротехнік Олександр Лодигін. Але і ці лампи були недостатньо надійні та довговічні.
У підході Едісона до розв'язання даної проблеми виявилися його широка ерудиція, вміння точно оцінювати назрілі потреби суспільства і бачити реальну перспективу застосування нового. Він добивався того, щоб електричне освітлення стало загальнодоступним, дешевим, легко регульованим, простим в обслуговуванні й надійним.
Були виконані десятки тисяч дослідів, знайдений оптимальний матеріал для вугільної нитки — різновид японського бамбука, застосовано глибоке вакуумування скляних колб. До кінця 1879 року лампа розжарення практично була створена, і 1 жовтня 1880 в Менло-Парку почала працювати перша у світі фабрика по виробництву електроламп.
Але Едісон цим не обмежився. Він розробив всю систему електроосвітлення, що включала парогенераторні електростанції, підземні кабелі та внутрішню проводку, електролітичні лічильники витрати електроенергії, розгалужувальні коробки, яка ґрунтувалась на трипровідному підключенні (нуль і ±110 вольт) при постійному струмі, що знижувало матеріаломісткість при тих же втратах енергії. Одночасно було продемонстровано небачений на той час термін дії лампочки — 1200 годин. Якраз тоді Едісон сказав: «Ми зробимо електричне освітлення настільки дешевим, що лише багатії будуть палити свічки».
У січні 1882 року Едісон запустив першу теплову електростанцію у Лондоні, а кількома місяцями пізніше — у Мангеттені, що забезпечувала живленням до 10 тисяч електричних ламп. До 1887 року у США працювало більше сотні електростанцій постійного струму, що базувались на трипровідній системі Едісона.

### Війна струмів
На відміну від Едісона, що проявив себе невтомним експериментатором і вмілим бізнесменом, прихильники змінного струму спирались на математику та закони фізики. Ознайомившись з патентом Едісона, Джордж Вестінгауз виявив слабку ланку його системи — великі втрати потужності у провідниках при передачі електричної енергії на великі відстані.
Відмова від постійного струму вела до фінансової поразки Едісона, який заробляв немалу частину коштів на патентних відрахуваннях. Передчуваючи свою поразку, Едісон подав у суд за порушення більше десятка патентів, але рішення суду були не на його користь.
Це протистояння Томаса Едісона і Джорджа Вестінгауза та його партнера Ніколи Тесли у боротьбі за використання постійного чи змінного струмів отримало назву «війна струмів». Нікола Тесла, що поступив на роботу в лабораторію Томаса, намагався довести, що ефективніше змінний струм — передається на сотні кілометрів. Майбутній легендарний винахідник пропонував використовувати його для силових установок і генераторів, але не знаходив підтримки. Ця «війна» між конкуруючими фірмами «Edison Electric Light» та «Westinghouse Electric Corporation» тривала понад сто років і закінчилась наприкінці листопада 2007 року з остаточним переходом споживачів Нью-Йорка з постійного струму на змінний.

### Заслуги та відзнаки
У 1887 році Едісона за видатний вклад у прогрес науки нагородили медаллю Маттеуччі. 1890 року його обрали членом Шведської королівської академії наук. 1895 року Едісон отримав премію Румфорда за проведені дослідження у сфері розвитку обладнання та технологій електричного освітлення. 1915 року став першим лауреатом медалі Франкліна за видатний вклад в інженерну справу. 1927 року він отримав членство у Національній академії наук. 1928 року нагороджений вищою нагородою США Золотою медаллю Конгресу.
Едісон був винятково працелюбним, міг працювати по 20 годин на добу, мав надзвичайно широкий світогляд, що дозволяв охопити всю проблему в цілому, і феноменальною винахідницькою інтуїцією. Він був фанатом праці, але не її рабом. Любив музику, сам відмінно грав на скрипці. Щодня переглядав по сім-вісім газет. Читав наукові та загальнолітературні журнали. З письменників більше за інших цінував Вільяма Шекспіра і Віктора Гюго. Його особиста бібліотека складалася з 60 тисяч книг і журналів англійською, французькою, італійською та німецькою мовами.
На рубежі XIX і XX століть американський електротехнічний журнал запропонував читачам визначити рейтинг 25 найвидатніших електротехніків. Едісон зайняв почесне четверте місце після Майкла Фарадея, лорда Кельвіна, Джеймса Максвелла. Він подарував людству масу винаходів, які сприяли прогресу суспільства.
Унікальність Едісона не тільки в його багатогранній і плідній винахідницькій діяльності — ним отримано понад 2300 патентів на винаходи, такої кількості до нього ніколи не отримувала жодна людина, — але і в рідкісному поєднанні таланту винахідника з талантом перспективного і масштабно мислячого організатора. Він створив індустрію винаходів, організував ряд науково-дослідних і виробничих комплексів по масовому випуску і впровадженню розроблених в його лабораторіях виробів, заклав основи електротехнічної промисловості США і багато в чому сприяв розвитку цієї галузі в Європі. «Наш великий недолік к тому, що ми занадто швидко опускаємо руки. Найвірніший шлях до успіху — весь час пробувати ще один раз»[джерело?].

### Особисте життя
Особисте життя Томаса теж склалася вдало — встиг одружитися два рази і обзавестися шістьма дітьми. З першою дружиною, телеграфісткою Мері Стіллвел, винахідник ледь не пішов під вінець через два місяці після знайомства. Однак одруження довелося відкласти у зв'язку зі смертю мами Едісона. Весілля зіграли в грудні 1871 року. З торжеством пов'язана забавна подія: Томас відразу після гулянь поринув у роботу і забув про шлюбну ніч.
У цьому союзі на світ з'явилися дочка і двоє синів, старші діти — Меріот і Томас — з легкої руки батька вдома носили клички Точка і Тире, на честь азбуки Морзе. Мері померла у 29 років від пухлини головного мозку.
Незабаром Едісон знову одружився, як стверджують історики, по великій закоханості. Обраницею стала 20-річна Міна Міллер, яку винахідник навчив азбуки Морзе, і цією мовою навіть запропонував руку і серце. У Едісона від Міни теж народилися двоє синів і дочка — єдина спадкоємиця, яка подарувала батькові онуків.

### Смерть
18 жовтня 1931 у віці 84 років винахідник помер від наслідків цукрового діабету. На його могилі в Менло-Парку, де створено меморіальний історичний парк його імені, в якому об'єднано його першу лабораторію і резиденцію, в кам'яну брилу врізана бронзова дошка з написом:

| «Тут Томас Алва Едісон почав свою службу людству з метою полегшити йому шлях до прогресу» |

## Цікаві факти
- Едісонові приписують винахід найпростішої машинки для нанесення татуювань. Приводом послужили п'ять точок на лівому передпліччі Томаса, а потім гравірувальний прилад Stencil-Pens, який був запатентований в 1876 році. Однак батьком тату-машини вважається Самуель О'Рейлі.
- На совісті винахідника смерть слонихи Топсі. З вини тварини загинули три людини, тому її вирішили вбити. У надії виграти «війну струмів» Едісон запропонував страчувати слониху змінним струмом 6000 вольтів, а «уявлення» зафіксував на кіноплівку.
- У біографії американського генія є провальний проєкт, для втілення якого навіть побудували цілий завод — по вилученню заліза з руди низького сорту. Співвітчизники сміялися над винахідником, доводячи, що простіше і дешевше вкладати гроші в родовища руди. І мали рацію.
- У 1911 році Едісон побудував непридатний для життя будинок, що складається з бетону, включаючи підвіконня і електротруби. Тоді ж чоловік спробував себе в ролі дизайнера меблів, представивши на суд потенційних покупців бетонні предмети інтер'єру. І знову зазнав фіаско.
- Однією з диких ідей стало створення гвинтокрила, що працює на поросі.
- Винахід лампи з тривалим терміном роботи надав людству ведмежу послугу — сон людей скоротився у середньому на 2 години. До речі, при удосконаленні лампочки обчислення зайняли 40 000 сторінок зошитів.
- Слово «hello», що починає телефонну розмову — теж ідея Едісона. Саме це слово 15 серпня 1877 Едісон запропонував використовувати як привітання, коли писав лист президентові телеграфної компанії Піттсбурга. У цьому «баттлі» йому протистояв Олександр Белл, основоположник американської телефонії, який запропонував вітання при розмові телефоном словом «ahoy» (використовувалося при зустрічі кораблів). Але слово «Hullo» (похідне від «Hello») прижилося краще, чому ми з вами свідки.

## Винаходи
- 1860 — Аерофон
- 1868 — електричний лічильник голосів на виборах
- 1869 — тікерний апарат. Хоча цей винахід не було першим (спочатку з'явився «Електричний лічильник голосів на виборах») запатентованим Едісоном, воно було першим, що вплинув на економічну складову США і фінансовий стан самого Едісона. Тікерний апарат був пристрій для відображення поточних котирувань акцій на біржі. На одному кінці телеграфної лінії людина на друкарській машинці писав котирування, а в тікерном апараті з'являлася вузька смужка паперу з надрукованими цифрами. Швидкість друку становила приблизно 1 символ в секунду. За цей винахід Едісона заплатили 40 тисяч доларів, що стало серйозним стартовим капіталом для розвитку його компанії.
- 1870 — вугільна телефонна мембрана
- 1873 — квадруплексний телеграф
- 1876 — мімеограф. Мімеограф або ротатор призначався для швидкого (на ті часи) копіювання і розмноження книг і журналів. Він складався з копіювального ящика і електричного пера, яким спочатку створювався трафарет (потрібно було писати вручну). Створена матриця на вощеному папері використовувалася для друку поліграфії. Мімеограф Едісона був досить складною конструкцією, яка потім удосконалилася і спрощувалася.
- 1877 — фонограф. Фонограф, представлений винахідником 21 листопада 1877 роки (патент на нього отримано 19 лютого 1878 роки), став справжнім проривом в світі звукозапису. Він міг записувати і відтворювати музику. Носій мав спіралеподібну доріжку, яка в різних частинах могла мати різну глибину, пропорційну гучності звуку. Коли голка рухалася по канавці, вона передавала коливання на мембрану, яка своєю чергою відтворювала звук. Фонограф став прабатьком патефона і грамофона, які використовувалися наступні кілька десятиліть.
- 1877 — вугільний мікрофон. Сам по собі вугільний мікрофон для телефонів Олександра Белла придумав і винайшов не Едісон. Однак він перший вирішив використовувати вугільний порошок замість стрижнів. Порошок розташовувався між двома пластинами, одна з яких поєднувалася з мембраною. Працював мікрофон від постійного струму. Завдяки вдосконаленню Едісона, мікрофон підвищив дальність сигналу. На цей прилад Едісон отримав патент 9 грудня 1879 року. Цікаво, що надалі мікрофон дещо удосконалився Ентоні Уайтом, однак вугільний порошок так і продовжував використовуватися в приладі.
- 1879 — лампа розжарювання з вугільною ниткою
- 1880 — магнітний сепаратор залізної руди
- 1889 — кінетоскоп. Це був кінотеатр для однієї людини. Кінетоскоп був оптичний прилад для показу рухомих картинок на плівці. Кіноплівку пропускали через цей прилад і людина могла бачити зняті кадри. Саму перфоровану плівку використовували потім брати Люм'єр для своїх фільмів.
- 1908 — залізно-нікелевий акумулятор. 1901 року Томас Едісон винайшов залізо-нікелевий акумулятор, який став основою для електромобілів Detroit Electric і Baker Electric. Однак в пошуках продуктивнішого акумулятора Едісон почав експериментувати з лужними розчинами і створив Алкалинову батарею. Він запатентував її 31 липня 1906 року. Продажі цих батарей принесли компанії Едісона десятки мільйонів доларів.

## Вшанування пам'яті

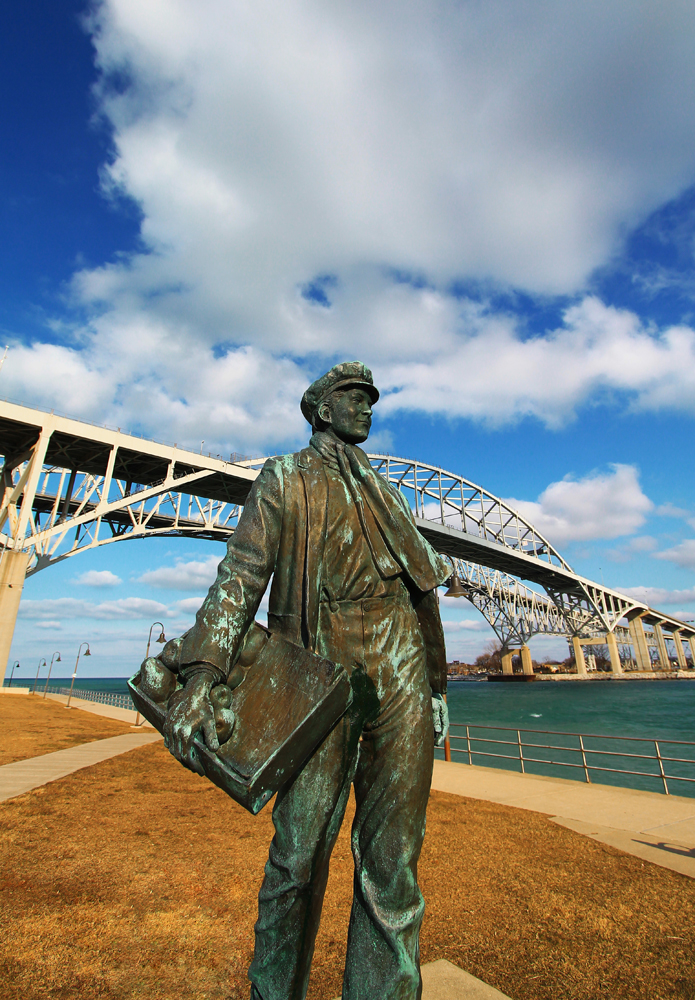
Статуя молодого Томаса Едісона у Прот-Гуроні (Мічиган)

### Нагороди з іменем Едісона
Медаль Едісона (англ. IEEE Edison Medal) — нагорода, яку заснували у 1904 році на честь Томаса Едісона його друзями. Її вручає Інститутом інженерів електротехніки та електроніки (IEEE) за видатний внесок у науку або техніку в одній з областей інтересу Інституту. Ця медаль найстаріша та найбажаніша серед нагород в галузі техніки у США.
У Нідерландах заснована найстаріша (з 1960 року) і найпрестижніша музична премія Edison Award названа на честь винахідника. Переможці отримують латунні статуетки Томаса Едісона, виконані голландським скульптором Пітер де Гонтом.
Едісонівська патентна премія (англ. The Thomas A. Edison Patent Award), яку 1997 року заснувало Американське товариство інженерів-механіків для відзначення запатентованого пристрою чи способу у галузі інженерної механіки з великим творчим потенціалом.

### Установи та об'єкти, яким присвоєно ім'я Едісона
Декілька об'єктів називаються на честь Едісона. У першу чергу, це місто Едісон у штаті Нью-Джерсі.
Навчальні заклади:
- Державний коледж Томаса Едісона (англ. Thomas Edison State College) — загальновідомий у США навчальний заклад для дорослих студентів, в Трентоні (Нью-Джерсі);
- Едісонівський державний коледж (англ. Edison State College) в місті Форт-Майерс (Флорида);
- Едісонівський громадський коледж у Піква, (Огайо).[20];
- велика кількість шкільних закладів у США мають ім'я Т. Едісона.

У 1922 «Сіті-готель» у Санбері (Пенсільванія), що став першою будівлею, яку було електрифіковано (1883 рік) з використанням трипровідних мереж розробки Едісона, перейменовано на «Готель Едісона».
Озеро Томаса Едісона (англ. Lake Thomas A Edison) у Каліфорнії було названо на честь 75 річниці від створення лампочки розжарювання.
Три мости у США мають ім'я Едісона (англ. Edison Bridge) у штатах: Нью-Джерсі, Флорида і Огайо.